# Fábio Aguiar
Fábio Aguiar (født 28. februar 1989) er en brasiliansk fodboldspiller.